# Iraniola
Iraniola is een geslacht van rechtvleugeligen uit de familie Dericorythidae. De wetenschappelijke naam van dit geslacht is voor het eerst geldig gepubliceerd in 1954 door Bey-Bienko.

## Soorten
Het geslacht Iraniola  is monotypisch en omvat slechts de volgende soort:
- Iraniola elbursiana (Ramme, 1929)